# Francisco de Garay
Francisco de Garay, nella grafia basca moderna Frantzisko Garai (Sopuerta, 1475 – 1523), fu un conquistador basco, compagno di Cristoforo Colombo durante il secondo viaggio verso il Nuovo Mondo.

## Biografia
Dal 1514 al 1523 Garay fu governatore della Giamaica. Garay inviò numerose spedizioni per esplorare, mappare e conquistare terre dalla Florida al Messico.
Nel 1519 Garay mandò una spedizione guidata da Alonso Álvarez de Pineda a mappare la costa tra la Florida ed il confine settentrionale delle terre visitate da Diego Velázquez de Cuéllar. Il fiume Mississippi fu segnato sulle mappe come Rio del Espiritu Santo (fiume dello Spirito Santo). Garay guidò anche spedizioni esplorative nella regione del fiume Pánuco. Entrò in conflitti legali con Hernán Cortés e, durante le successive negoziazioni in Messico, morì nel 1523.